# Poule au pot
Pour les articles homonymes, voir Poule (homonymie).
La poule au pot est une recette de cuisine traditionnelle de la cuisine française, ainsi qu'une spécialité de la cuisine gersoise et du Béarn, à base de pot-au-feu ou  potée de poule cuite au bouillon, dans une cocotte, avec des légumes (carottes, navets, poireaux, oignons, clous de girofle…).

## Présentation
À l'image du coq au vin, elle devient un des emblèmes de la France, lorsque l'histoire de France veut que le roi de France Henri IV institue et démocratise la poule au pot au XVIIe siècle comme « plat national français ».

## Historique

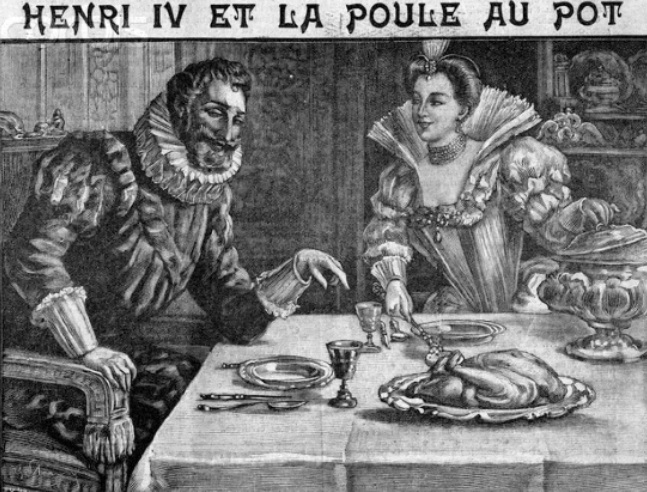
Le roi de France Henri IV attablé devant une poule au pot.

L'histoire de France retient le mythe que le roi Henri IV (1553-1610), né au château de Pau dans le Béarn, ait dit vers 1600 au duc Charles-Emmanuel Ier de Savoie, (ou à son ministre Maximilien de Béthune (duc de Sully), selon l'historien Jacques Bourgeat,) : 
« Si Dieu me donne encore de la vie, je ferai qu'il n'y a pas de laboureur en mon royaume qui n'ait moyen d'avoir une poule dans son pot. »
Cette phrase n'apparaît dans un texte qu'en 1661, lorsque Hardouin de Péréfixe écrit l'Histoire du Roy Henry le Grand pour Louis XIV.
Après plusieurs décennies de guerres de Religion destructrices et ruineuses entre protestants huguenots et catholiques, il aspire à restaurer la prospérité du royaume de France et de ses sujets. Il est assassiné en 1610 à Paris par François Ravaillac. La poule au pot a été maintes fois le sujet d'épigrammes lancées contre les successeurs du Béarnais.
À l'aube de la Révolution française, on chante :
« Enfin la poule au pot va être mise,
On peut du moins le présumer,
Car, depuis deux cents ans qu’elle nous est promise,
On n’a cessé de la plumer. ».
Le roi Louis XVIII innove au moment de la Restauration, considérant qu'Henri IV aurait promis le gallinacé sur la table des Français tous les dimanches, selon l'autre formule prêtée à Henri IV : « Je veux que chaque laboureur de mon royaume puisse mettre la poule au pot le dimanche. »

## Galerie

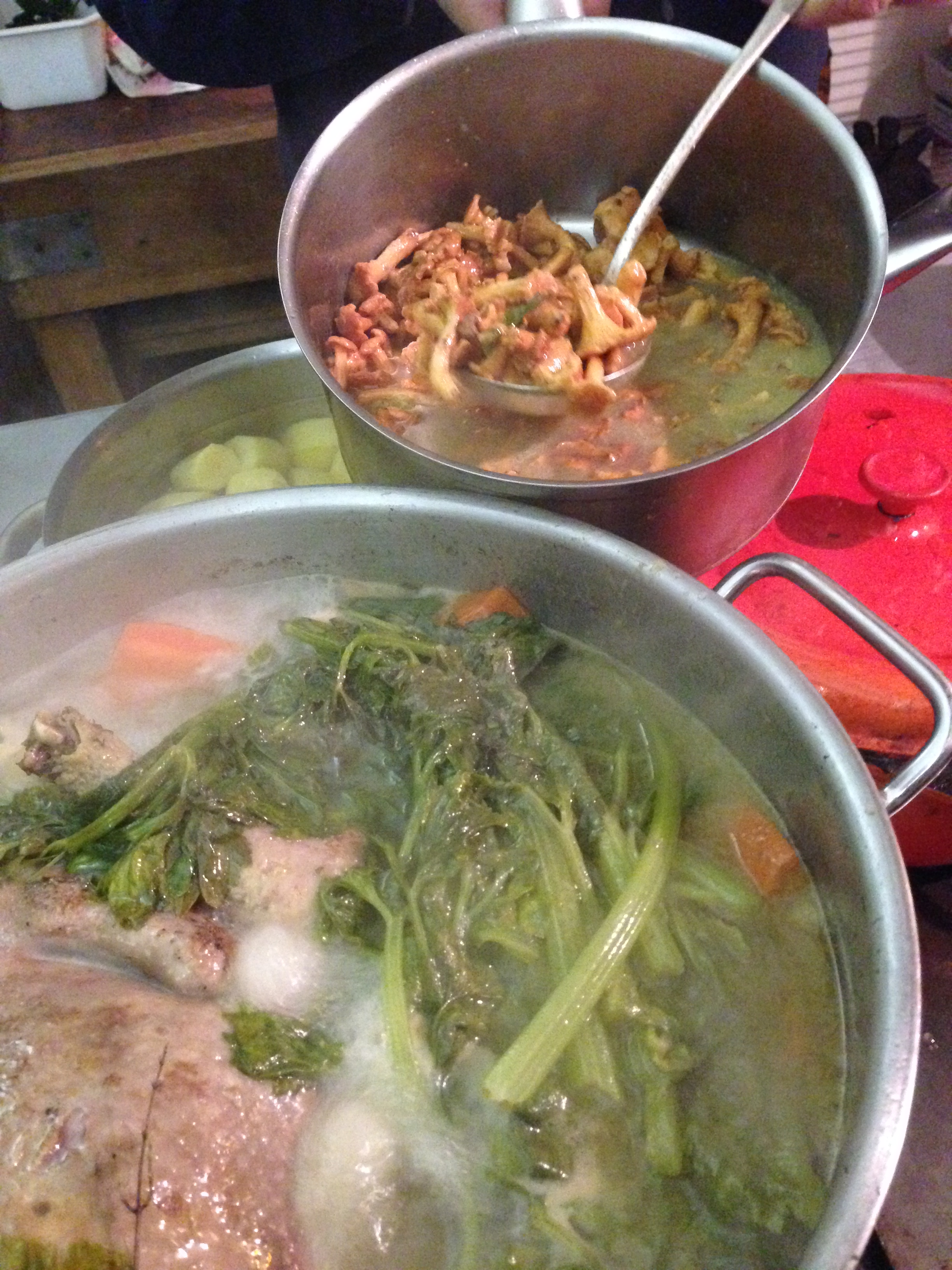
Poule au pot et girolles.
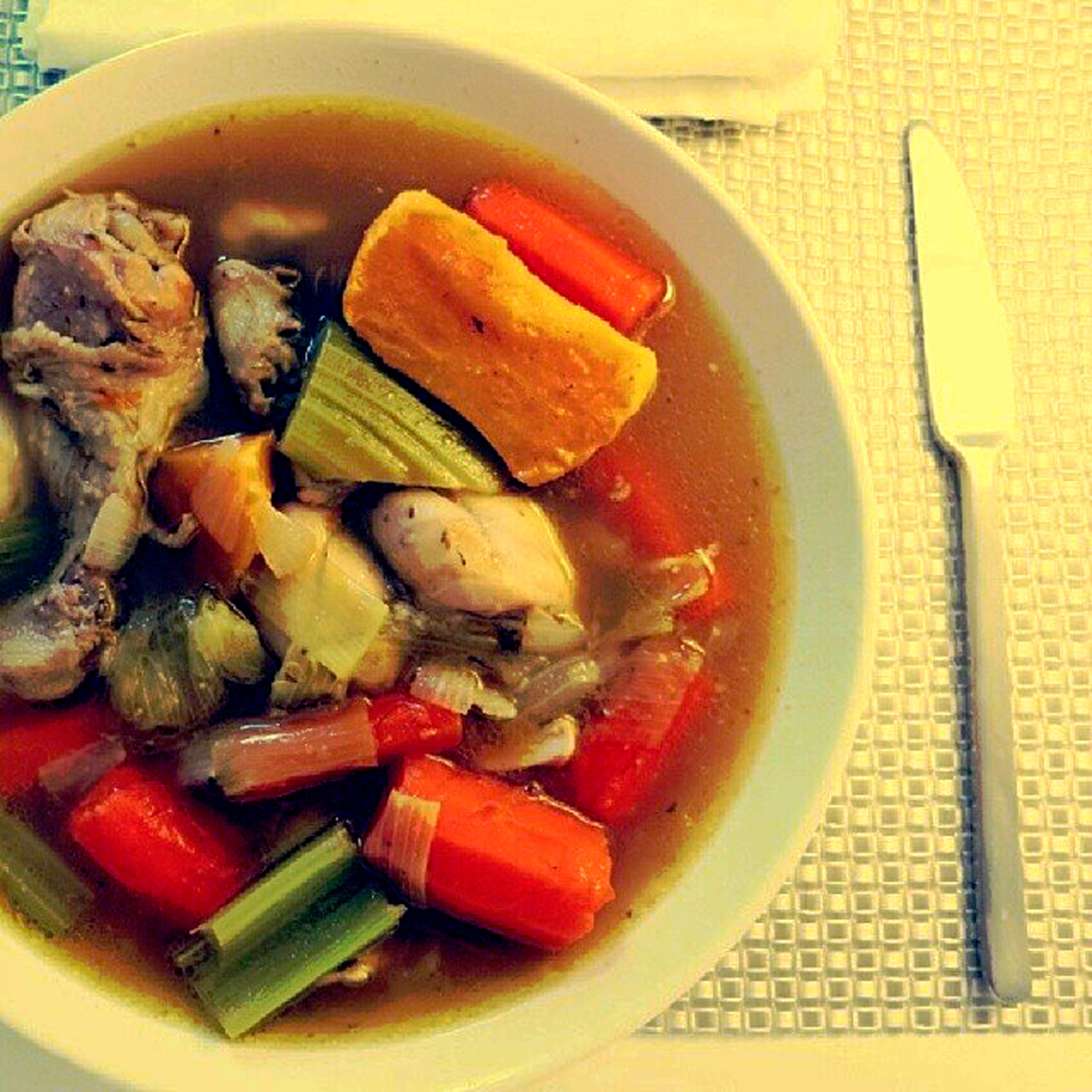
Poule au pot.